# 타악기

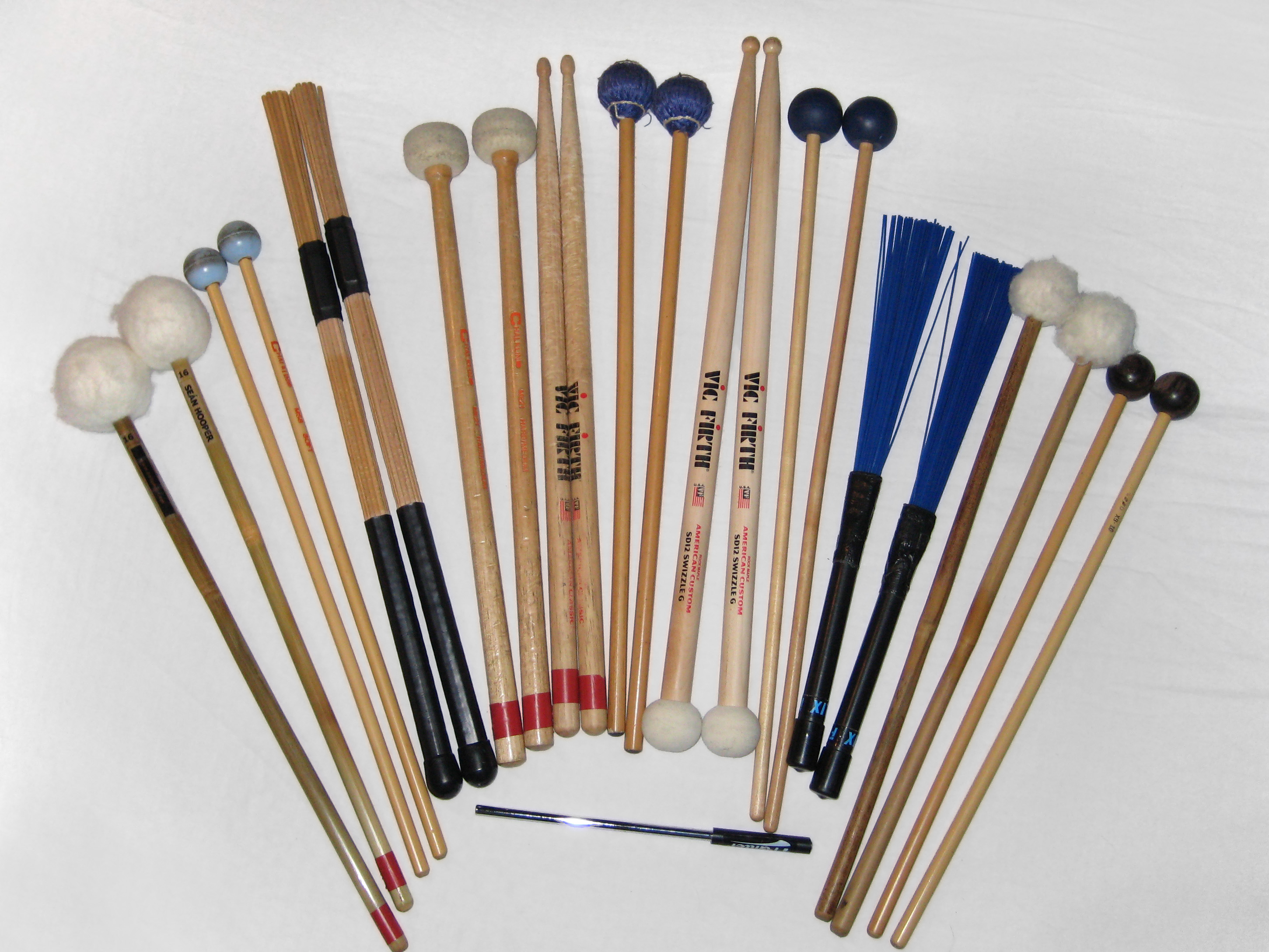
타악기에 쓰이는 스틱, 말렛들

타악기(打樂器, 영어: percussion instrument)는 물체를 (도구로) 타격하고, 흔들거나, 문지르고, 긁어서 물체가 진동(혹은 공명)하도록 하여 짧은 소리를 내는 악기이다. 주로 리듬을 표현한다.

## 종류
모든 타악기들은 호른보스텔-작스의 분류 체계 안에서 크게 두 가지로 나눈다.

## 같이 보기
- 호른보스텔-작스